# Pro Bowl 2013
Match précédent Match suivant
Le AFC-NFC Pro Bowl 2012 est le Match des étoiles de football américain de la National Football League pour la saison 2012. 
Il se joue au Aloha Stadium d'Honolulu le 27 janvier 2013 entre les meilleurs joueurs des deux conférences de la NFL, la National Football Conference et l'American Football Conference. 
La rencontre est remportée sur le score de 62 à 35 par l'équipe représentant la National Football Conference.
En gras: Joueurs ayant disputé la rencontre.

## Équipe AFC

### Attaque
| Position         | Titulaires                                                        | Réserves                                                         | Remplaçants                                              |
| ---------------- | ----------------------------------------------------------------- | ---------------------------------------------------------------- | -------------------------------------------------------- |
| Quarterback      | 18 Peyton Manning, Denver                                         | 12 Tom Brady, Nouvelle-Angleterre 8 Matt Schaub, Houston         | 12 Andrew Luck, Indianapolis                             |
| Running back     | 23 Arian Foster, Houston                                          | 25 Jamaal Charles, Kansas City 27 Ray Rice, Baltimore            | 28 C. J. Spiller, Buffalo                                |
| Fullback         | 44 Vonta Leach, Baltimore                                         |                                                                  | 45 Marcel Reece, Oakland                                 |
| Wide receiver    | 18 A. J. Green, Cincinnati 80 Andre Johnson, Houston              | 87 Reggie Wayne, Indianapolis 83 Wes Welker, Nouvelle-Angleterre | 88 Demaryius Thomas, Denver                              |
| Tight end        | 87 Rob Gronkowski, Nouvelle-Angleterre                            | 83 Heath Miller, Pittsburgh                                      | 84 Jermaine Gresham, Cincinnati 81 Owen Daniels, Houston |
| Offensive tackle | 73 Joe Thomas, Cleveland 76 Duane Brown, Houston                  | 78 Ryan Clady, Denver                                            | 77 Andrew Whitworth, Cincinnati                          |
| Offensive guard  | 70 Logan Mankins, Nouvelle-Angleterre 73 Marshal Yanda, Baltimore | 74 Wade Smith (en), Houston                                      | 68 Richie Incognito, Miami 68 Zane Beadles, Denver       |
| Center           | 53 Maurkice Pouncey, Pittsburgh                                   | 55 Chris Myers (en), Houston                                     |                                                          |

### Défense
| Position           | Titulaires                                                       | Réserves                        | Remplaçants                                           |
| ------------------ | ---------------------------------------------------------------- | ------------------------------- | ----------------------------------------------------- |
| Defensive end      | 99 J. J. Watt, Houston 91 Cameron Wake, Miami                    | 92 Elvis Dumervil, Denver       |                                                       |
| Defensive tackle   | 97 Geno Atkins, Cincinnati 75 Vince Wilfork, Nouvelle-Angleterre | 92 Haloti Ngata, Baltimore      | 95 Kyle Williams, Buffalo 94 Randy Starks (en), Miami |
| Outside linebacker | 58 Von Miller, Denver 91 Tamba Hali, Kansas City                 | 98 Robert Mathis, Indianapolis  | 50 Justin Houston, Kansas City                        |
| Inside linebacker  | 51 Jerod Mayo, Nouvelle-Angleterre                               | 56 Derrick Johnson, Kansas City |                                                       |
| Cornerback         | 24 Champ Bailey, Denver 24 Johnathan Joseph, Houston             | 31 Antonio Cromartie, NY Jets   |                                                       |
| Free safety        | 20 Ed Reed, Baltimore                                            |                                 | 31 Jairus Byrd, Buffalo                               |
| Strong safety      | 29 Eric Berry, Kansas City                                       | 30 LaRon Landry, NY Jets        |                                                       |

### Équipes spéciales
| Position           | Titulaires                             | Réserves | Remplaçants               |
| ------------------ | -------------------------------------- | -------- | ------------------------- |
| Punter             | 2 Dustin Colquitt, Kansas City         |          |                           |
| Placekicker        | 4 Phil Dawson, Cleveland               |          |                           |
| Kick returner      | 12 Jacoby Jones, Baltimore             |          | 16 Josh Cribbs, Cleveland |
| Équipiers spéciaux | 18 Matthew Slater, Nouvelle-Angleterre |          |                           |
| Long snapper       | 92 John Denney (en), Miami             |          |                           |

## Équipe NFC

### Attaque
| Position         | Titulaires                                                        | Réserves                                                | Remplaçants                                                                           |
| ---------------- | ----------------------------------------------------------------- | ------------------------------------------------------- | ------------------------------------------------------------------------------------- |
| Quarterback      | 12 Aaron Rodgers, Green Bay                                       | 2 Matt Ryan, Atlanta 10 Robert Griffin III, Washington  | 9 Drew Brees, La Nouvelle-Orléans 10 Eli Manning, NY Giants 3 Russell Wilson, Seattle |
| Running back     | 28 Adrian Peterson, Minnesota                                     | 24 Marshawn Lynch, Seattle 21 Frank Gore, San Francisco | 22 Doug Martin, Tampa Bay                                                             |
| Fullback         | 42 Jerome Felton (en), Minnesota                                  |                                                         |                                                                                       |
| Wide receiver    | 81 Calvin Johnson, Détroit 15 Brandon Marshall, Chicago           | 11 Julio Jones, Atlanta 80 Victor Cruz, NY Giants       | 83 Vincent Jackson, Tampa Bay 11 Larry Fitzgerald, Arizona                            |
| Tight end        | 88 Tony Gonzalez, Atlanta                                         | 82 Jason Witten, Dallas                                 | 82 Kyle Rudolph, Minnesota\|                                                          |
| Offensive tackle | 74 Joe Staley, San Francisco 76 Russell Okung, Seattle            | 71 Trent Williams, Washington                           | 74 Jermon Bushrod, La Nouvelle-Orléans 75 Matt Kalil, Minnesota                       |
| Offensive guard  | 77 Mike Iupati, San Francisco 73 Jahri Evans, La Nouvelle-Orléans | 76 Chris Snee (en), NY Giants                           | 71 Josh Sitton, Green Bay                                                             |
| Center           | 60 Max Unger, Seattle                                             | 63 Jeff Saturday, Green Bay                             |                                                                                       |

### Défense
| Position           | Titulaires                                                   | Réserves                         | Remplaçants                                                                                         |
| ------------------ | ------------------------------------------------------------ | -------------------------------- | --------------------------------------------------------------------------------------------------- |
| Defensive end      | 90 Jason Pierre-Paul, NY Giants 90 Julius Peppers, Chicago   | 69 Jared Allen, Minnesota        | |
| Defensive tackle   | 94 Justin Smith, San Francisco 69 Henry Melton (en), Chicago | 93 Gerald McCoy, Tampa Bay       | 90 Ndamukong Suh, Détroit                                                                           |
| Outside linebacker | 99 Aldon Smith, San Francisco 94 DeMarcus Ware, Dallas       | 52 Clay Matthews, Green Bay      | 52 Chad Greenway, Minnesota 93 Anthony Spencer (en), Cowboys de Dallas 91 Ryan Kerrigan, Washington |
| Inside linebacker  | 52 Patrick Willis, San Francisco                             | 53 NaVorro Bowman, San Francisco | 58 Daryl Washington, Arizona 59 London Fletcher, Washington                                         |
| Cornerback         | 33 Charles Tillman, Chicago 26 Tim Jennings, Chicago         | 21 Patrick Peterson, Arizona     | |
| Free safety        | 38 Dashon Goldson (en), San Francisco                        | 29 Earl Thomas, Seattle          | 28 Thomas DeCoud (en), Atlanta                                                                      |
| Strong safety      | 31 Donte Whitner, San Francisco                              |                                  | 25 William Moore (en), Atlanta                                                                      |

### Équipes spéciales
| Position           | Titulaires                             | Réserves | Remplaçants |
| ------------------ | -------------------------------------- | -------- | ----------- |
| Punter             | 6 Thomas Morstead, La Nouvelle-Orléans |          |             |
| Placekicker        | 3 Blair Walsh, Minnesota               |          |             |
| Kick returner      | 33 Leon Washington, Seattle            |          |             |
| Équipiers spéciaux | 97 Lorenzo Alexander, Washington       |          |             |
| Long snapper       | 48 Don Muhlbach (en), Détroit          |          |             |

## Sélections par équipe
| Équipe AFC                         | Sélections | Équipe NFC                    | Sélections |
| ---------------------------------- | ---------- | ----------------------------- | ---------- |
| Texans de Houston                  | 9          | 49ers de San Francisco        | 9          |
| Broncos de Denver                  | 7          | Vikings du Minnesota          | 7          |
| Patriots de la Nouvelle-Angleterre | 7          | Seahawks de Seattle           | 6          |
| Ravens de Baltimore                | 6          | Falcons d'Atlanta             | 5          |
| Chiefs de Kansas City              | 6          | Bears de Chicago              | 5          |
| Bengals de Cincinnati              | 4          | Redskins de Washington        | 5          |
| Dolphins de Miami                  | 4          | Packers de Green Bay          | 4          |
| Bills de Buffalo                   | 3          | Saints de La Nouvelle-Orléans | 4          |
| Browns de Cleveland                | 3          | Giants de New York            | 4          |
| Colts d'Indianapolis               | 3          | Cardinals de l'Arizona        | 3          |
| Steelers de Pittsburgh             | 3          | Cowboys de Dallas             | 3          |
| Jets de New York                   | 2          | Lions de Détroit              | 3          |
| Raiders d'Oakland                  | 1          | Buccaneers de Tampa Bay       | 3          |
| Jaguars de Jacksonville            | 0          | Panthers de la Caroline       | 0          |
| Chargers de San Diego              | 0          | Eagles de Philadelphie        | 0          |
| Titans du Tennessee                | 0          | Rams de Saint-Louis           | 0          |